# Август (группа)
«А́вгуст» — российская (ранее советская) рок-группа, играющая в стиле хард-н-хеви. Одна из первых групп Советского Союза, выпустившая на фирме «Мелодия» пластинку в стиле хард-рок (наряду с группами «Чёрный кофе», «Круиз», «Мастер»). Первая рок-группа, которая представляла СССР на международном фестивале «Metalmania» (апрель 1988, г. Катовице, Польша).
«Август» выступал на одной сцене со многими зарубежными группами, в том числе с группами из Германии «Kreator» и «Rage».

## История
Основатель группы «Август», клавишник, композитор и аранжировщик Олег Гусев родился 13 августа 1957 года в Омске в семье музыкантов. В детстве получил серьёзную музыкальную подготовку, а весной 1973 вместе с семьёй переехал в Ленинград, где поступил в Музыкальное училище им. Мусоргского и вскоре обратил на себя внимание, выступая с группами «Зелёные муравьи», «Ну, погоди!», «Россияне», «Солнце» и «Апрель». После окончания училища Гусев гастролировал с группами «Дружба», «Земляне» и «В ритмах века», но вскоре пришёл к мысли создать собственную группу.
Оригинальный состав «Августа», в который помимо самого Гусева (клавишные) вошли Геннадий Ширшаков (гитара), Александр Титов (бас), Раф Кашапов (вокал) и Евгений Губерман (ударные), собрался на первую репетицию в марте 1982 года, а тем же летом начал выступать от Кемеровской филармонии. Важную роль в группе играли звукооператор Александр Егоров и Алексей Шмаргуненко (ранее игравший в «Орнаменте» и «Землянах»), занимавшийся её аппаратурой и числившийся художественным руководителем. Осенью 1982 года «Август» представил ленинградской публике свою первую программу. К началу 1983 года ушедшего в армию Кашапова сменил новый вокалист, москвич Андрей Степанов — ранее он пел в ансамблях «Поющие сердца» и «Веселые ребята», а в «Августе» был известен под сценическим именем Андрей Рублёв. Они много гастролировали по стране, снимались на телевидении и записали дебютный магнитоальбом «Маятник» (1983).
К середине 80-х из-за различных запретов «Август» оказался лишён возможности выступать и записываться. Начался кризис, в результате которого на протяжении 1983 года группу один за другим покинули Губерман (позже играл в «Зоопарке» и джаз-ансамбле «Аллеггро») и Титов (на многие годы ставший участником «Аквариума»). С новой ритм-секцией, которую составили бас-гитарист Лев Лемберский и полный тёзка известного певца, барабанщик Юрий Антонов (экс-«Интеграл»), следующие два года «Август» колесил по стране, перебрался из Кемерово в Куйбышевскую филармонию и записал второй альбом «Далекая звезда» (1984), а в начале 1985-го, по сути дела, распался, когда претендовавший на лидерство в группе Шмаргуненко ушёл, прихватив с собой Рублёва и Степанова.
В марте—апреле 1985 года Гусев возродил группу, в состав которой вошли певец Павел Колесник, гитарист Александр Скрябин и барабанщик Андрей «Дрюня» Круглов. Следствием раскола со Шмаргуненко стало то, что на какое-то время «Август» потерял право на своё название, гастролируя по стране как группа Олега Гусева, — в то время как в других городах давал концерты фальшивый «Август». В ноябре 1985 года они отвоевали собственное название и перешли на работу в Ленконцерт, где сменили «Землян». Примерно тогда же группа радикально повернула свой музыкальный курс, обратившись к стремительно набиравшему популярность металлу. Скрябин в феврале 1986-го ушёл из группы. В том же году пришли певец Владимир Трушин, который пел в концерте песни «Демон» и «Дорога в никуда», и певица Наталья Островая, — специально для неё были написаны баллады «Белый снег» и «Дети случая». Она работала в группе всего один год, а потом вышла замуж за иностранца и уехала из России.
Начавшаяся в середине 80-х Перестройка позволила «Августу» гастролировать в Европе: начиная с 1986 года он с успехом выступал в Польше, Восточной Германии, Болгарии. Позднее группа приняла участие в советско-польском проекте «Диалог в тяжёлом роке», ездила в Швецию, Данию и Финляндию (дважды). В феврале 1988 года Юрий Морозов спродюсировал на «Мелодии» альбом «Демон», который в конце года был первым издан на пластинке, разойдясь многотысячным тиражом. Один за другим на телеэкране появлялись клипы на песни «Август», «Гонка», «Ночь», «Шестое чувство», «Рок-н-ролл» и др. В 1988 году режиссёр Виталий Аксёнов снял группу в своём фильме «Музыкальные игры». В начале 1988 года ушёл Трушин, а в сентябре Колесника сменил у микрофона вокалист Константин "Коха" Шустарёв. Вскоре разногласия между Гусевым и остальными музыкантами привели к тому, что в октябре 1989 года Ширшаков, Лемберский, Круглов и Шустарёв отделились и организовали группу «Маршал».
Гусев предложил Колеснику возродить «Август»: в новый состав группы вошли гитарист Юрий Глотов, а также Юрий Медведчиков (бас) и Аркадий Аладьин (ударные). В обновлённом составе «Август» выпустил свою вторую пластинку «Ответный удар» (1989), тоже записанную Морозовым. Глотов в группе не задержался и вскоре ушёл. Его место занял Юрий Стаханов, работавший до этого в «Форуме» и с Гуннаром Грапсом. В январе 1990 года группу покинул Колесник. Новым вокалистом «Августа» стал  Александр Потапчук (Грата). Следом ушёл Медведчиков — бас взял в руки Александр Кривцов (экс-«Земляне»), но это группу не спасло и в середине 1991 года «Август» распался.
Гусев, записав во Франции соло-альбом «Фантазм» (1993), покинул сцену и вскоре добился признания как клипмейкер. Колесник записал на протяжении 90-х три соло-альбома песен духовного содержания, а позднее стал ведущим на религиозной радиостанции «Теос». Глотов и Шустарёв уехали в США. Шмаргуненко, покинув шоу-бизнес, занялся бизнесом в алюминиевой промышленности.
В апреле 2002 года группа возродилась и в обновлённом составе (Геннадий Ширшаков — гитара, Павел Колесник — вокал, Сергей Дойков — ударные, Александр Шестов — бас, Андрей Дубровин - клавишные, Александр Егоров — звук) и начала постоянные репетиции. Через год был выпущен альбом из восьми песен, который музыканты назвали «Август — это сейчас!» В него вошли композиции прошлых лет, а также несколько новых композиций.
В конце 2003 года вновь меняется состав, в который вошли: Алексей Осинский — лидер-гитара, Михаил Фомакин — гитара, Андрей Хацкевич — барабаны, Евгений Осинский — бас, Павел Колесник — вокал. Аранжировками песен занимаются братья Осинские. За режиссёрским пультом — Александр Егоров.  Именно этим составом группа «Август» выступила на двух рок-фестивалях 2004 года — «Окна открой» и «Пушкин-Драйв», проехала с концертами по Уралу и другим городам России. В процессе записи альбома «Абсолют на всё…» произошли некоторые изменения в составе группы. Гитариста Михаила Фомакина заменил клавишник Игорь Пелехатый. В феврале 2005 года группа выпустила новый альбом «Абсолют на всё…», генеральным спонсором которого стала известная испанская фирма «Абсолют керамика». 27 февраля 2005 альбом «Абсолют на всё...» был презентован к клубе «Арктика». За неделю до этого в группу вернулся барабанщик Дойков, а в марте Игоря Пелехатого сменил Игорь Верховский.
Летом 2005 года группа принимает участие в международной выставке профессионального звука и света в «Ленэкспо» (Санкт-Петербург), а уже в сентябре показывает свою программу на фестивале «Время жить» в Петергофе. С 2006 года группа активно принимает участие в различных концертах в Москве. А 2007 год стал для группы не только юбилейным («Август» отметил свой 25-летний юбилей), но и богатым на концерты. Так, в январе состоялся первый концерт юбилейного года в Петербурге. Затем прошли концерты по клубам города, а в апреле группа выступила на ежегодном конкурсе «Времена наСтали» в Москве в качестве хедлайнера. На московских концертах к группе присоединяется бывший вокалист «Натиска» Андрей Денисов, в качестве гостя он исполняет несколько песен вместе с «Августом». 1 июня снова концерт в Москве, но уже сольный, а ровно через 9 дней «Августу» рукоплескали любители классического рока в парке им. Горького, в «Зелёном театре Стаса Намина» на международном фестивале «Измени своё завтра», где группа исполнила песню «Измени своё завтра». Именно эта песня по результатам голосования и стала официальным гимном фестиваля.
Осенью 2007 года Борис Деденёв снял клип, в котором аккомпанирующим составом для песни Майкла Родригеса выступила группа «Август». Далее, снова ряд концертов в Питере и 2007 год закончился юбилейными сольными концертами в Петербурге (в октябре) и в Москве (18 ноября) в составе: Павел Колесник — вокал, Сергей Титов — гитара, Александр Козарез — бас, Андрей Омелиан — клавишные. В новый 2008 год группа вошла с новым клавишником и звукорежиссёром. 24 апреля 2008 года «Август» вновь принимает участие в ежегодном конкурсе «Времена наСтали» и снова в качестве хедлайнера. 24 мая группа «Август» выступает в самом престижном зале Петербурга — в БКЗ «Октябрьский» на благотворительном фестивале милосердия «Белые ночи», а 31 мая показывает свою программу на Вертолётном шоу в Лисьем Носу. 28 июня группу пригласили на ежегодный рок-фестиваль в г.Выборг, а 25 июля снова в Петербург. На сей раз — сольный концерт в клубе «FIREBALL». 16 августа в Москве, в парке «Кузьминки» прошёл 5-й международный рок-фестиваль «Измени своё завтра», на котором так же выступила группа «Август». Группа приступает к записи альбома, в который войдут только новые композиции.
В 2009 году произошли очередные изменения в составе. Весной в составе ненадолго вновь появился лидер-гитарист Юрий Глотов, но в группе не задержался.
21 мая 2010 года Херсон стал свидетелем триумфального возвращения легендарной питерской рок-группы «Август» на украинскую сцену после более чем 20-летнего перерыва: на ІІI Международном фестивале «кРок у майбутнє» группа выступила в качестве хедлайнера. В 2010 году музыканты группы записывают новый альбом, который выходит в конце года под названием «За чертой».
1 февраля 2018 года, на концерте группы в клубе Jagger, посвящённом 60-летию Павла Колесника, публике были представлены новые музыканты Августа. Выступление началось с песни «Далёкая звезда», давно не исполнявшаяся вживую.

## Текущий состав
- Павел Колесник — Вокал
- Сергей Титов — Гитара
- Андрей Шмидт — Гитара
- Михаил Мельничук — Бас-гитара
- Дмитрий Токарев — Барабаны

## Дискография

### Магнитоальбомы
- 1983 — Маятник
- 1983 — Концерт в ДК им. Кирова
- 1984 — Далёкая звезда
- 1986 — Успех
- 1986 — Август

### Студийные альбомы
- 1987 — Демон. Общий тираж: 1 007 136 экз.[2]
- 1989 — Ответный удар. Общий тираж: 397 700 экз.[2]
- 2003 — Это сейчас!
- 2005 — Абсолют на всё…
- 2010 — За чертой
- 2011 — Демон и ответный удар: Переиздание

### Синглы
- 2012 — Далёкая звезда

### DVD
- 2004 — Чистый звук

### В сборниках
| №  | Композиция         | Сборник            | Год  |
| -- | ------------------ | ------------------ | ---- |
| 1. | Измени своё завтра | Украдено из студии | 2009 |

## Сольные альбомы

### Павел Колесник
- 1992 — Товарищи — Цветной сон
- 1992 — Высшая поэзия — моление
- 1995 — Колокола России
- 1997 — Мы дети божьи
- 2016 — Чужой
- 2017 — Просто надо жить
- 2017 — Всему свой срок
- 2019 — Вперед, в прошлое
- 2020 — Песни Великой Победы
- 2021 — Мамина пластинка

### Олег Гусев
- 1994 — Фантазм